# Rebecca Roanhorse
Rebecca Roanhorse (ur. 1971) – amerykańska pisarka science fiction. Laureatka Nagrody Hugo oraz Nebula.

## Życiorys
Urodziła się w Conway w stanie Arkansas i, jak deklaruje w swoich biografiach oraz wywiadach, jest Afroamerykanką i wywodzi się z pueblo Ohkay Owingeh. Wychowała się w Fort Worth w Teksasie, gdzie w latach 70. i 80., jak wspominała, było trudno być pochodzenia afroamerykańskiego i indiańskiego, co skłoniło ją do czytania i pisania, w szczególności science fiction, jako formy ucieczki. Jej matka była nauczycielką angielskiego, a ojciec profesorem ekonomii.
Ma bakalaureat z religioznawstwa uzyskany na Uniwersytecie Yale, M.A. z teologii uzyskany na Union Theological Seminary w Nowym Jorku oraz tytuł Juris Doctor (absolwenta prawa) z University of New Mexico.
Zaczęła pisać w 2015 roku, pracując jako prawnik, by z czasem w pełni oddać się pisarstwu, co było jej marzeniem.

## Twórczość
seria „The Sixth World”
- 2018: Trail of Lightning
- 2019: Storm of Locusts

seria „Between Earth and Sky”
- 2020: Czarne słońce (Black Sun)
- 2022: Gorejąca gwiazda (Fevered Star)
- 2024: Mirrored Heavens

inne
- 2019: Z popiołów (Star Wars: Resistance Reborn)
- 2020: Wyścig do Słońca (Race to the Sun)

## Nagrody i wyróżnienia
W 2018 dostała Nagrodę Astounding dla nowego pisarza (dawniej Nagroda im. Johna W. Campbella). Jej opowiadanie Welcome to Your Authentic Indian Experience™ (opublikowane w 2017, w Apex Magazine) zdobyło Nagrodę Hugo za najlepszą miniaturę literacką za 2018 rok oraz Nebulę za rok 2017. Opowiadanie w 2018 roku było także nominowane do Nagrody Locusa, Nagrody im. Theodore’a Sturgeona oraz World Fantasy Award.
W 2019 jej powieść Trail of Lightning została nominowana do Nebuli za najlepszą powieść 2018 roku, a w 2019 do Nagrody Hugo oraz World Fantasy Award w tej samej kategorii za rok 2019. Powieść dostała Nagrodę Locusa za Najlepszą Powieść Debiutancką roku 2019.

## Krytyka
Powieść Trail of Lightning została skrytykowana za nieprawidłową interpretację nauczania i duchowości Nawahów, nieoddanie ich wrażliwości i szkodzenie kulturze. Grupa pisarzy i pracowników kultury wywodzących się z Nawahów publicznie potępiła powieść, jako w niewłaściwy sposób przywłaszczającą kulturę oraz wyrażoną w drwiącym i kpiarskim tonie.